# Rajd Akropolu 2017
Rajd Grecji 2017 (63. Seajets Acropolis Rally) – 63. Rajd Grecji (Rajd Akropolu) rozgrywany w Grecji od 2 czerwca do 4 czerwca 2017 roku. Była to trzecia runda Rajdowych Mistrzostw Europy w roku 2017. Rajd został rozegrany na nawierzchni szutrowej.

## Wyniki końcowe rajdu[1]
| Miejsce | Kierowca              | Pilot                | Samochód                 | Czas      | Strata   | Pkt ERC |
| ------- | --------------------- | -------------------- | ------------------------ | --------- | -------- | ------- |
| 1       | Kajetan Kajetanowicz  | Jarosław Baran       | Ford Fiesta R5           | 2:50:40,6 | –        | 25+12   |
| 2       | Bruno Magalhães       | Hugo Magalhães       | Škoda Fabia R5           | 2:52:39,3 | +1:58,7  | 18+12   |
| 3       | Grzegorz Grzyb        | Jakub Wróbel         | Škoda Fabia R5           | 2:55:45,9 | +5:05,3  | 15+7    |
| 4       | Alexandros Tsouloftas | Denis Giraudet       | Citroën DS3 R5           | 2:58:28,9 | +7:48,3  | 12+6    |
| 5       | Socratis Tsolakidis   | Harris Dimos         | Škoda Fabia R5           | 3:06:29,8 | +15:49,2 | 10+4    |
| 6       | Zelindo Melegari      | Maurizio Barone      | Mitsubishi Lancer Evo IX | 3:10:46,2 | +20:05,6 | 8+2     |
| 7       | Vassilis Drimousis    | Panayiotis Drimousis | Subaru Impreza STi       | 3:15:24,1 | +24:43,5 | 6+1     |
| 8       | Bugra Banaz           | Burak Erdener        | Ford Fiesta R2T          | 3:15:46,6 | +25:06,0 | 4       |
| 9       | Ümit Can Özdemir      | Batuhan Memisyazici  | Ford Fiesta R2T          | 3:17:26,0 | +26:45,4 | 2       |
| 10      | Tibor Érdi jun.       | György Papp          | Mitsubishi Lancer Evo X  | 3:19:51,8 | +29:11,2 | 1+3     |
| ...     | ...                   | ...                  | ...                      | ...       | ...      | ...     |
| NU      | Nasser Al-Attiyah     | Mathieu Baumel       | Ford Fiesta R5           | –         | –        | 0+7     |
| NU      | Murat Bostanci        | Onur Vatansever      | Ford Fiesta R5           | –         | –        | 0+3     |